# Trachymyrmex smithi
Trachymyrmex smithi är en myrart som beskrevs av William F. Buren 1944. Trachymyrmex smithi ingår i släktet Trachymyrmex och familjen myror.

## Underarter
Arten delas in i följande underarter:
- T. s. neomexicanus
- T. s. smithi

## Bildgalleri

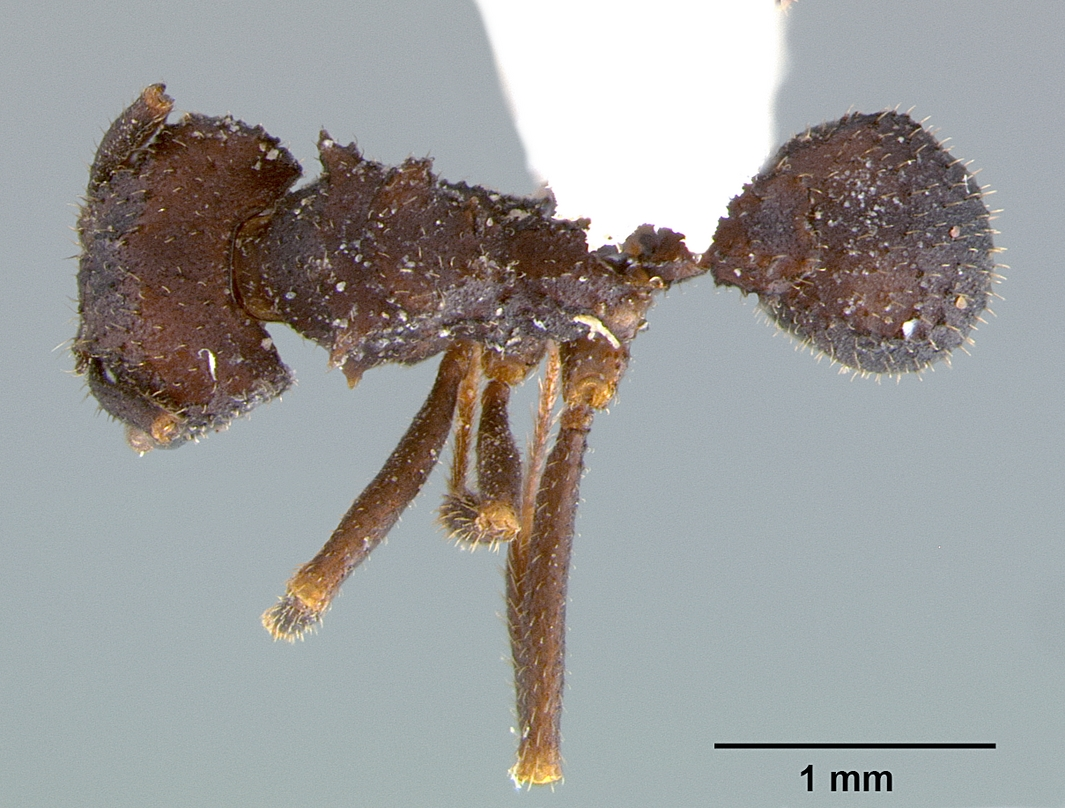
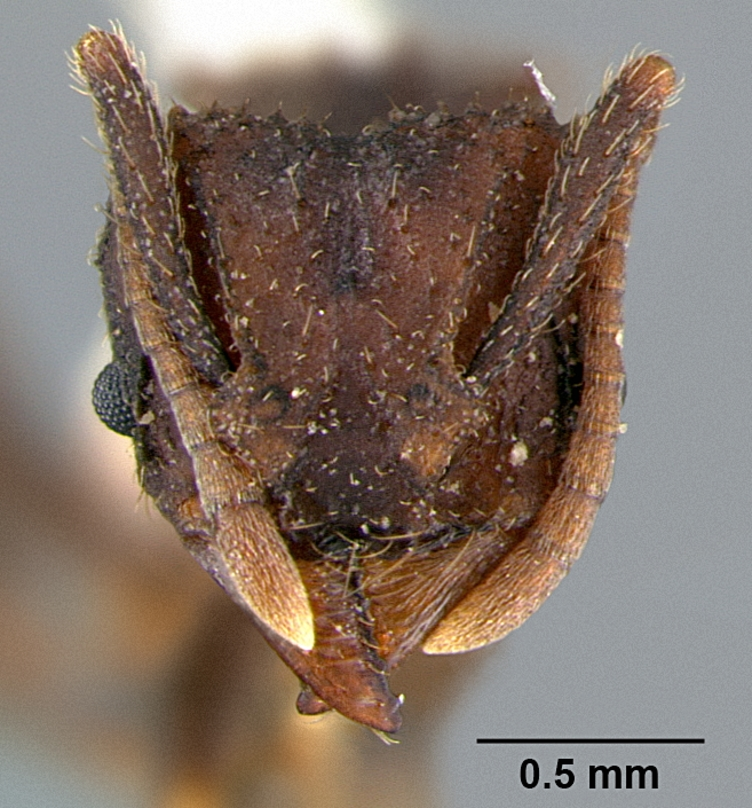
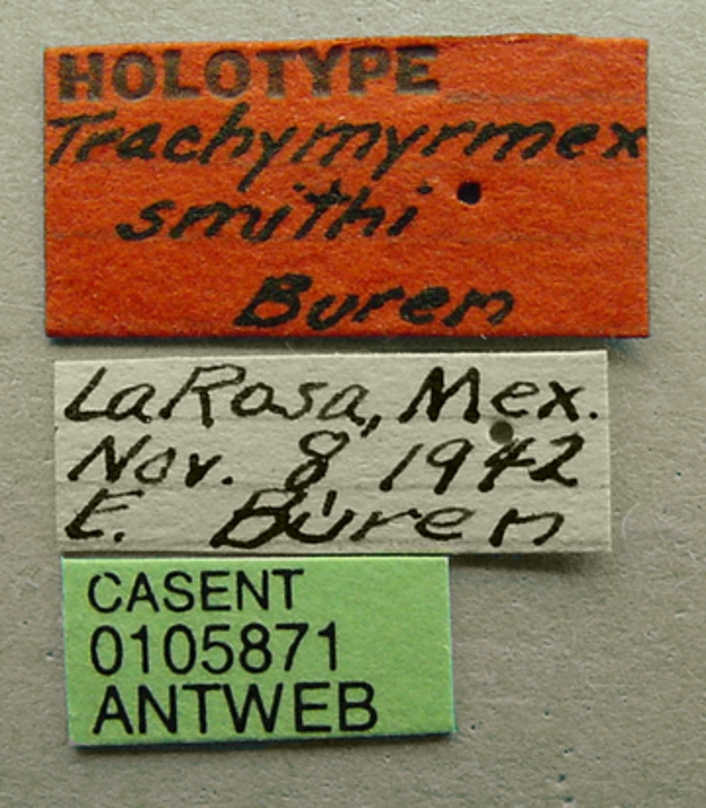
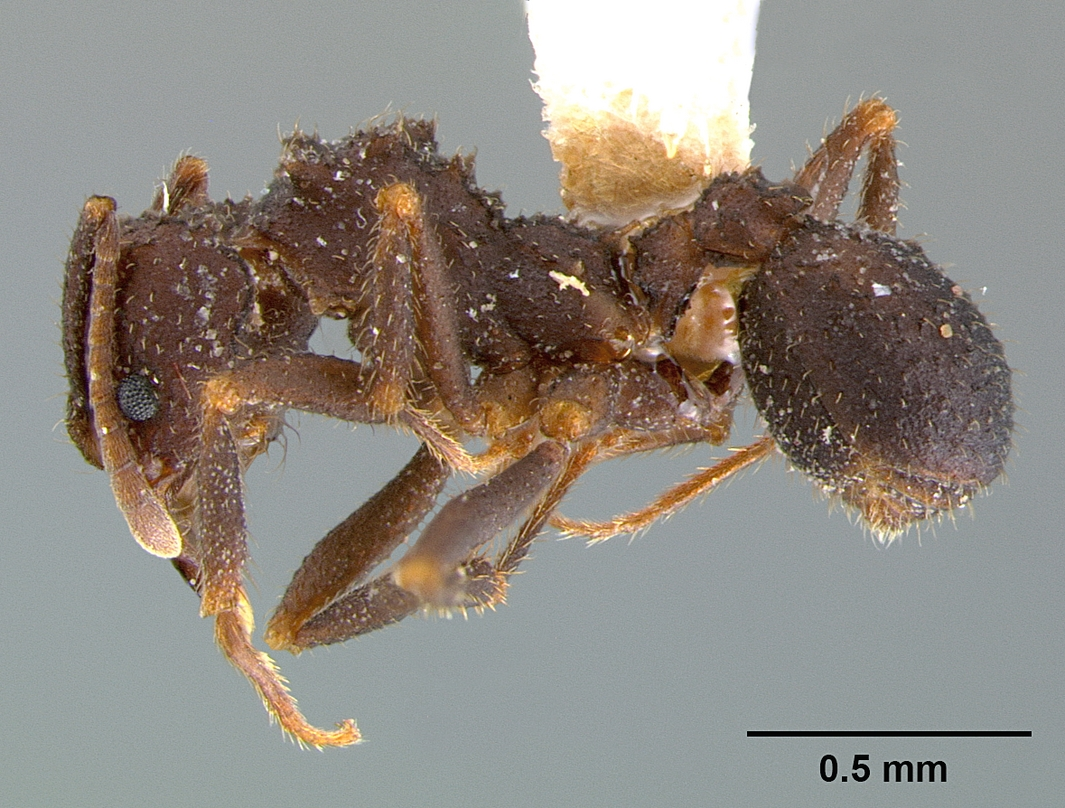
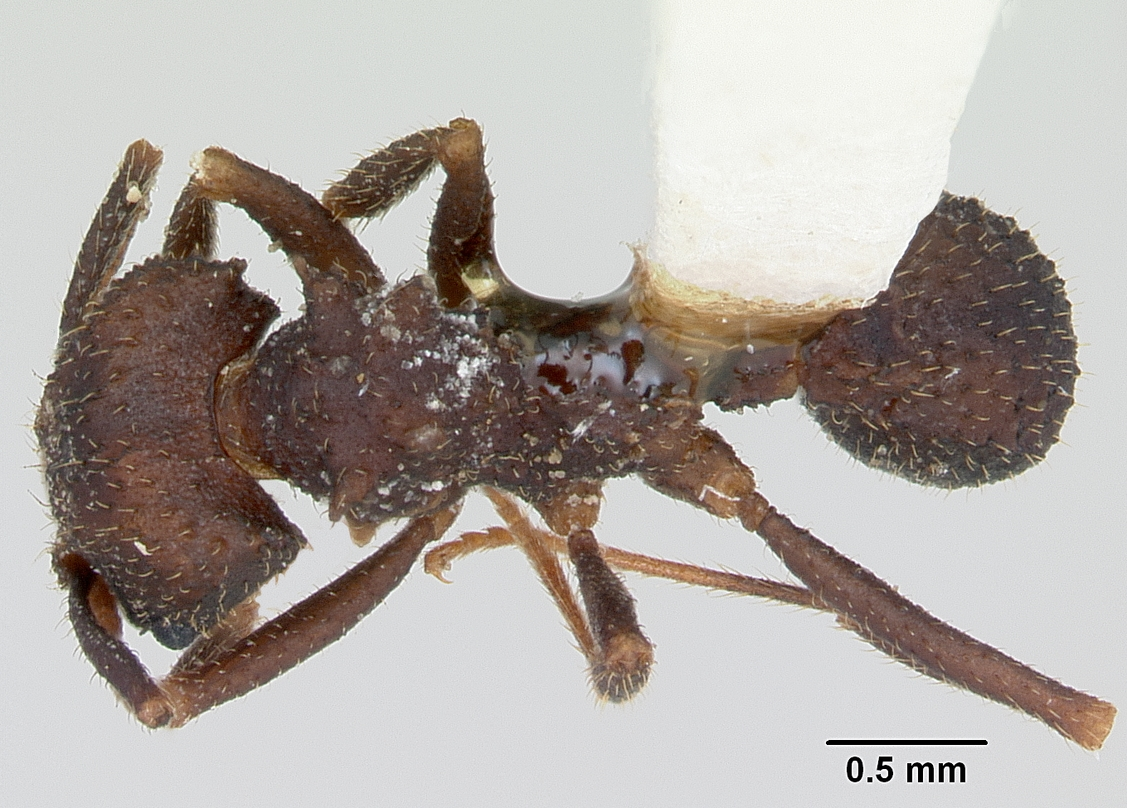
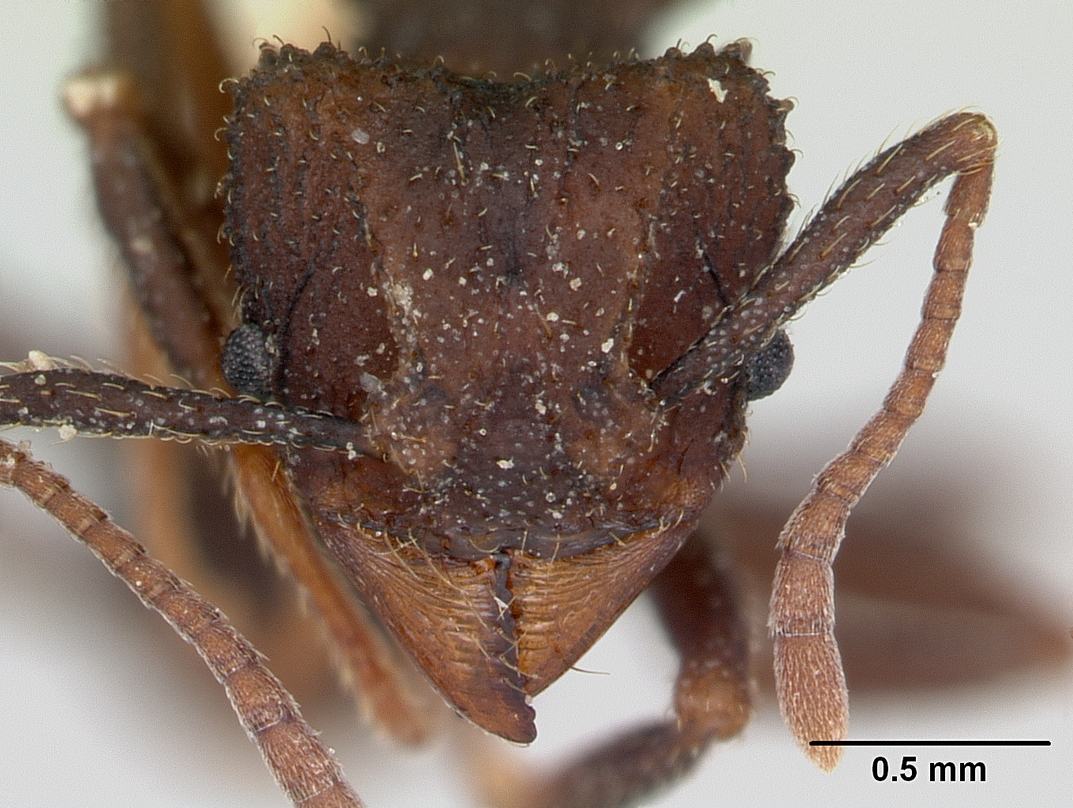